# 法諾不等式
法諾不等式（Fano's inequality）也稱為法諾引理（Fano lemma）是信息论中的一個定理，說明噪音信道中的平均信息损失和错误分类概率之間的關係。法諾不等式是羅伯特·法諾是1950年代於麻省理工学院教授博士讨论班的时候推導的，後來放在1961年編寫的教科書中。
法諾不等式在信息论中，提供了解码器错误概率的下界。在统计学中，提供了密度估计时极小化极大风险的下界。
用符号 {\displaystyle H(\cdot )}表示熵， {\displaystyle H(X|Y)} 表示随机变量X与Y之间的条件熵，{\displaystyle {\tilde {X}}}表示对于X的分类，e表示分类错误的事件（{\displaystyle e=\{X\neq {\tilde {X}}\}}），法诺不等式是说
{\displaystyle H(X|Y)\leq H(e)+P(e)\log(|{\text{supp}}(X)|-1)}
这里 {\displaystyle {\text{supp}}(X)} 是X可能取值（有限个）的集合。